# 亞人醬有話要說
《亞人醬有話要說》是Petos原作的日本漫畫作品，由講談社出版，刊載在Young Magazine The 3rd上。並累積55萬本漫畫銷售量，在NicoNico主辦的「第2屆 下一部人氣漫畫大賞紙本漫畫類別」網友票選中獲得第2名。電視動畫在2017年1月播出。

## 故事簡介
這部漫畫描述一種跟人類有少許不同的生物，他們在年輕人之間都被暱稱為「亞人（Demi）」。男主角高橋鐵男是一個人類，他在讀書時想做亞人的相關研究，卻一直未能接觸到亞人，畢業後到柴崎高等学校擔任生物老師。沒想到，他不但在這間學校邂逅亞人，而且人數不只一個！？

## 登場人物

### 主要角色
高橋鐵男（聲：諏訪部順一）
人類。在柴崎高中工作的生物老師。雖然是理科出身，卻有著如體育系般健壯的肌肉，連魅魔都為其肌肉所惑。對亞人懷有強烈的興趣。觀察細心，做老師不擺架子，很關心學生，因此受學生喜愛。有相當強大的自制力，能夠在佐藤的泳裝面前保持理智。
小鳥遊緋雁（聲：本渡楓）
吸血鬼。1年B班。喜愛肝臟及番茄汁。沒有戀愛經驗，僅僅是對此的知識很豐富。有一個雙胞胎妹妹緋毬，並且以其為傲，頭腦靈活但不喜歡唸書，所以成績較差，因為怕熱所以常常在午休時去生物辦公室。
町京子（聲：篠田南）
無頭騎士。1年B班。頭與身體分離的亞人，最遠曾分離約600公里。祖先是傳承於愛爾蘭的妖精，在現在的世界似乎是僅存3人。成績優秀。喜歡他人抱住自己的頭，喜歡高橋老師，把頭取下後身體裡會冒出不熱的火焰，情緒激動的時候火焰會變成噴射狀態，學霸，一開始雖然是父親的要求，但是後來喜歡上了學習，成績一直處在上游，至少有一次曾拿過全校第一。
日下部雪（聲：夏川椎菜）
雪女。1年A班。身體似乎很冷，因此難以承受炎熱。溫柔有禮貌的性格使她曾被排擠，過去因害怕自身能力而避免與他人接觸。後來受到高橋老師和緋雁的影響變逐漸變得有自信，並且重新和他人接觸。對於有下流梗的故事及搞笑漫畫很感興趣。
佐藤早紀繪（聲：日笠陽子）
魅魔。以數學教師的身份到柴崎高中赴任。由於自己具有的會對異性催淫的特性而多有苦惱，每天通勤十分辛苦，故地打扮得很樸素且為了防止自己睡著後不小心催淫他人，會刻意避開人群。起初誤以為催淫對高橋老師無效，所以對高橋老師別有好感。
即使是在魅魔中，佐藤老師的催淫能力也是特別強力的類型。
有學過柔道，本身是位武術高手。

### 家人
小鳥遊緋毬（聲：Lynn）
人類。1年C班。緋雁的雙胞胎妹妹，但並非亞人。成績優秀、彬彬有禮，和與自己完全相反的緋雁常有爭吵，但兩人關係很好。有點傲嬌，其實很為緋雁著想，更為了她而去染髮。
小鳥遊浩二（聲：大川透）
人類。小鳥遊姊妹的父親。家庭主夫。為了陪伴身為吸血鬼的女兒而辭去了工作。跟緋毬一樣為了緋雁而把頭髮染成了淺色。
小鳥遊碧（聲：小島幸子）
人類。小鳥遊姊妹的母親。職業女性。
町寛
人類。京子的父親。身材高大的男性。
町希爾莎
人類。京子的母親。父親是愛爾蘭人。

### 學校老師、同學
八千草妙子
醫務室的校醫。
佐竹裕介（聲：小林裕介）
人類。1年A班。個性愛起鬨，時常關注同班的雪。
太田淳一（聲：柳田淳一）
人類。1年A班。常和佐竹混在一起。
木村靜香（聲：石上静香）
人類。1年C班。過去曾與井森在私底下說人壞話，後來轉而支持她們。
井森敦美（聲：種崎敦美）
人類。1年C班。過去曾與木村在私底下說人壞話，後來轉而支持她們。
比嘉薫
木靈。2年級生，從冲繩來的短期留學生。有著能從眼睛讀出感情的能力，為了抑制自己的能力常帶著墨鏡。

### 警察
宇垣（聲：津田健次郎）
認識佐藤的亞人課刑警。有著如熊般的高大身材。
克魯茲（聲：雨宮天）
宇垣的晚輩，可以抵抗魅魔的催淫能力。非常不擅長說謊、個性天然、喜歡吃章魚燒。
是稀有的男性魅魔，雖然自身的催淫能力很弱，但是女性魅魔的催淫能力也對他無效。

### 武藏野理科大學
相馬（聲：花江夏樹）
武藏野理科大學物理學助教，鐵男大學時代的親友。
高橋陽子
武藏野理科大學的學生。鐵男的姪女。在大學生活的公寓中跟座敷童子一起生活。
因為能看見其他人都無法看見的座敷童子，所以被推測是能觀測到其他空間的亞人「靈能者」。

### 其他
長谷川硝子（聲：麻倉桃）
透明人，只在特別篇出場。
座童
座敷童子。跟陽子在公寓生活，無法離開公寓，無法被陽子以外的人看到。

## 名詞
亞人
在本作是指具有魅魔、吸血鬼、無頭騎士、雪女等特別性質的人類。本來是在神話或鬼怪傳言中出現的傳說生物，有著受到迫害的歷史，近年來將之視為一種特別的個性，並立法保障其相關權益，並對其日常生活中產生的困難做出適當的補助。
因為亞人的數量稀少，所以要遇到的可能性不高。也因為如此對亞人的生理性質實驗、研究會有道德倫理上的指責與障礙，而使這方面的計劃往往難以實現。
亞人的存在相較於遺傳，突然變異的可能性還比較高，所以即使像是雙胞胎姊妹中只有一個會是亞人的情況也很正常。
吸血鬼
具有吸血能力、身體能力出色、五感銳利的亞人。傳說中是在夜晚行動襲擊人、懼怕陽光的存在。
因為吸血鬼具有吸血衝動，所以國家會每個月供給吸血鬼一個血包。
吸血鬼的眼睛中有一層角膜，可以反射光線，在夜間提供良好的視力，但也因此懼怕強光。皮膚敏感，所以容易曬傷。
推測因為嗅覺敏銳的關係，所以大部分的吸血鬼討厭味道重的食物，所以才有吸血鬼害怕大蒜的傳說。
無頭騎士
身體和頭腦分離的亞人。傳說中是愛爾蘭的妖精。也有傳說是如死神般的騎士。
出生時是正常的人類，但某天脖子會被火焰取代，身體會和頭腦分離。
連接身體的火焰不會散發出熱量，會根據感情的起伏而熊熊燃燒或減弱，觸碰火焰會有壓迫神經的感覺。
據推測無頭騎士的脖子存在於人類無法觀測的其他空間。
世上只會同時存在三名無頭騎士。
由於腦袋落水會非常危險，所以有著無頭騎士無法渡河的傳說。
雪女
身體會釋放出寒氣、體液會結成冰塊的亞人。
雪女的體溫較低、汗腺較少，所以難以忍受高溫的環境。
雪女的性質與負面情緒有關，情緒低落時會釋放出冷氣、悲傷時眼淚會結冰、緊張時冷汗會凍成冰塊。
由於雪女只會在負面的情感中表現出能力，所以導致雪女的傳說都是悲劇。
魅魔
具有催淫能力性質的亞人。
因為會讓人做淫夢，所以也被稱作「夢魔」。
跟魅魔有關的刑事案件特別棘手，因為牽涉到魅魔的性犯罪會很難做出公正的判定。
魅魔本身免疫催淫能力，即使是異性的魅魔之間也不會受到影響。

## 出版書籍
| 冊數       | 講談社         | 講談社                 | 東立出版社     | 東立出版社             |
| 冊數       | 發售日期       | ISBN                   | 發售日期       | ISBN/EAN               |
| ---------- | -------------- | ---------------------- | -------------- | ---------------------- |
| 1          | 2015年3月6日   | ISBN 978-4-06-382578-7 | 2016年5月16日  | EAN 471-094-554-829-6  |
| 2          | 2015年9月4日   | ISBN 978-4-06-382669-2 | 2016年6月13日  | ISBN 978-986-462-858-2 |
| 3          | 2016年3月18日  | ISBN 978-4-06-382757-6 | 2016年9月7日   | ISBN 978-986-470-253-4 |
| 4          | 2016年9月20日  | ISBN 978-4-06-382852-8 | 2017年1月9日   | ISBN 978-986-482-016-0 |
| 公式設定書 | 2017年3月17日  | ISBN 978-4-06-382943-3 |                |                        |
| 5          | 2017年4月20日  | ISBN 978-4-06-382942-6 | 2017年12月21日 | ISBN 978-986-486-160-6 |
| 6          | 2018年5月18日  | ISBN 978-4-06-511284-7 | 2019年5月29日  | ISBN 978-957-26-1280-4 |
| 7          | 2019年4月18日  | ISBN 978-4-06-515281-2 |                |                        |
| 8          | 2020年2月20日  | ISBN 978-4-06-517859-1 |                |                        |
| 9          | 2020年11月19日 | ISBN 978-4-06-521376-6 |                |                        |
| 10         | 2021年11月18日 | ISBN 978-4-06-525878-1 |                |                        |
| 11         | 2023年2月20日  | ISBN 978-4-06-529800-8 |                |                        |

衍生作
ペトス（監修）・橋本カヱ（原作）・本多創（作画） 『オカルトちゃんは語れない』、全9卷
| 冊數 | 講談社         | 講談社                 |
| 冊數 | 發售日期       | ISBN                   |
| ---- | -------------- | ---------------------- |
| 1    | 2019年4月18日  | ISBN 978-4-06-515282-9 |
| 2    | 2019年12月20日 | ISBN 978-4-06-517860-7 |
| 3    | 2020年2月20日  | ISBN 978-4-06-518495-0 |
| 4    | 2020年11月19日 | ISBN 978-4-06-521122-9 |
| 5    | 2021年3月18日  | ISBN 978-4-06-522582-0 |
| 6    | 2021年7月19日  | ISBN 978-4-06-523991-9 |
| 7    | 2021年11月18日 | ISBN 978-4-06-525879-8 |
| 8    | 2022年6月20日  | ISBN 978-4-06-528136-9 |
| 9    | 2023年2月20日  | ISBN 978-4-06-529799-5 |

## 電視動畫

### 製作人員
- 原作：Petos（講談社「Young Magazine The 3rd」連載）
- 導演：安藤良
- 劇本統籌、劇本：吉岡孝夫
- 人物設計：川上哲也
- 美術導演：針生勝文
- 色彩設計：赤間三佐子
- 攝影導演：宮脇洋平
- CG導演：那須信司
- 編輯：西山茂
- 音響導演：明田川仁
- 音樂：橫山克
- 音樂製作：Aniplex
- 動畫製作：A-1 Pictures
- 製作：「亞人醬有話要說」製作委員會（Aniplex、講談社、鍾通Investment、Christmas holly）

### 主題曲
片頭曲
作詞：岡田麿里，作曲、編曲：mito，主唱：TrySail
片尾曲
作詞、作曲、編曲：，主唱：三月的Phantasia

### 各話列表
| 話數               | 日文標題 | 中文標題           | 劇本     | 分鏡            | 演出     | 作畫監督                              | 原作對應話數                  |
| ------------------ | -------- | ------------------ | -------- | --------------- | -------- | ------------------------------------- | ----------------------------- |
| 第1話              |          | 高橋鐵男有話要說   | 吉岡孝夫 | 安藤良          | 安藤良   | 川上哲也                              | 第1話、第2話                  |
| 第2話              |          | 無頭騎士想要撒撒嬌 | 吉岡孝夫 | 安藤尚也 安藤良 | 高橋謙仁 | 吉田南                                | 第4話、第5話                  |
| 第3話              |          | 淫魔是個好大人     | 吉岡孝夫 | 中川淳          | 中川淳   | 山名秀和                              | 第6話、番外篇 第10話、第7話   |
| 第4話              |          | 高橋鐵男想要守護她 | 吉岡孝夫 | 石井俊匡        | 石井俊匡 | 川﨑玲奈                              | 第8話、第9話 第11話           |
| 第5話              |          | 雪女好冰冷         | 吉岡孝夫 | 安藤良          | 德本善信 | 杉田葉子、大西陽一 永田善敬           | 第12話、第13話 第14話、第15話 |
| 第6話              |          | 小鳥遊姊妹不會吵架 | 吉岡孝夫 | 大久保朋        | 大久保朋 | 岡本達明                              | 第3話、第24話 第23話          |
| 第7話              |          | 淫魔很可疑         | 吉岡孝夫 | 佐藤光敏        | 佐藤光敏 | 前田學史、菊池貴行                    | 第16話、第17話 第18話         |
| 第8話              |          | 亞人醬想要學習     | 吉岡孝夫 | 綿田慎也        | 綿田慎也 | 古住千秋                              | 第19話、第28話 第20話         |
| 第9話              |          | 亞人醬想要試試看   | 吉岡孝夫 | 中川淳          | 中川淳   | 山名秀和、落合瞳 木藤貴之             | 第22話、第31話 第32話         |
| 第10話             |          | 無頭騎士穿越時空   | 吉岡孝夫 | 森大貴          | 岩月甚   | 吉田南、錦見樂                        | 第21話、第25話 第26話         |
| 第11話             |          | 亞人醬想要支持     | 吉岡孝夫 | 石井俊匡        | 石井俊匡 | 古住千秋、鳥居貴史                    | 第29話、第30話                |
| 第12話             |          | 亞人醬想要游泳     | 吉岡孝夫 | 安藤良          | 安藤良   | 川上哲也、川﨑玲奈 田村里美、山名秀和 | 第27話、第33話 第34話         |
| 第13話（TV未放送） |          | 亞人醬的暑假       | 吉岡孝夫 | 高橋謙仁        | 高橋謙仁 | 川上哲也                              | 原創                          |

### BD&DVD
| 卷數 | 發售日期      | 收錄話數                 | 規格編號        | 規格編號         |
| 卷數 | 發售日期      | 收錄話數                 | BD（普通/限定） | DVD（普通/限定） |
| ---- | ------------- | ------------------------ | --------------- | ---------------- |
| 1    | 2017年3月22日 | 第1話                    | ANZX-12161/2    | ANZB-12161/2     |
| 2    | 2017年4月26日 | 第2、3話                 | ANZX-12163/4    | ANZB-12163/4     |
| 3    | 2017年5月24日 | 第4、5話                 | ANZX-12165/6    | ANZB-12165/6     |
| 4    | 2017年6月28日 | 第6、7話                 | ANZX-12167/8    | ANZB-12167/8     |
| 5    | 2017年7月26日 | 第8、9話                 | ANZX-12169/70   | ANZB-12169/70    |
| 6    | 2017年8月23日 | 第10、11話               | ANZX-12171/2    | ANZB-12171/2     |
| 7    | 2017年9月27日 | 第12話& 電視未播的第13話 | ANZX-12173/4    | ANZB-12173/4     |

## 外部連結
- 漫畫
  - 《亞人醬有話要說》漫畫官方網站（页面存档备份，存于）（日語）
- 電視動畫
  - 《亞人醬有話要說》動畫官方網站（页面存档备份，存于）（日語）
  - 《亞人醬有話要說》的X（前Twitter）（日語）